# دان فيلسترا
دان فيلسرتا هو رائد في صناعة الحاسب. في عام 1975م، كان المحرر المؤسس في مجلة بايت. وأيضا مؤسس فيسيتكورب، التي أُنشئت في عام 1979م وسوّق أول حاسب آلي يدعى فيسيتكالك. في عام 1998م، التحق بالحزب الليبرالي.
فيرلا هو الرئيس السابق لعلوم سيرا، وبائع برامج في أنظمة فرونتلاين.